# 格拉米特尼河
格拉米特尼河是烏克蘭的河流，位於該國西部伊萬諾-弗蘭科夫斯克州，屬於普羅比納河的支流，發源自格拉莫特涅以南，河道全長14公里，流域面積53.6平方公里。